# إدوين إم. مارتن
إدوين إم. مارتن (بالإنجليزية: Edwin M. Martin) هو دبلوماسي أمريكي، ولد في 21 مايو 1908 في دايتون في الولايات المتحدة، وتوفي في 12 يناير 2002 في واشنطن العاصمة في الولايات المتحدة.

## وصلات خارجية
- إدوين إم. مارتن على موقع إن إن دي بي (الإنجليزية)